# Rankegrøde
Rankegrøden er zonen af planter uden for rørskoven i en sø, bestående af vandplanter, der er rodfæstet på bunden og sender lange, bladbærende skud op i vandet, fx arter af vandaks. 
Planterne, der er helt dækkede af vand, må derfor skaffe sig luft fra vandet og bunden. Hvor dybt rankegrøden når ned i søen er især afhængig af den mængde lys, der når ned til bunden. Er der meget planteplankton vandet, skygger disse for lyset og rankegrøden når ikke så dybt ned i søen. I Furesøen er rankegrøden undersøgt i gennem et århundred og har vist en tydelig sammenhæng mellem søforurening og den dybde som rankegrøden når ud til. 
I en sø eller større å vokser planterne i zoner fra bredden og til bunden af søen. Zoneringen opstår først og fremmest som en konsekvens af adgangen til luften. Rørskoven findes på dybder fr 0-2 meter og bevoksningen består af tagrør) og flydebladsplanter (fx åkander m.v.).  Rankegrøden findes på dybder fra 2-4 meter, og på dybder  fra 4 til 6 m kaldes bevoksningen bundgrøde.